# Danilo Švara
Danilo Svara (født 2. april 1902 i Ricmanje, Trieste, Italien, død 25. april 1981 i Ljubljana, Slovenien) var en slovensk komponist, dirigent, pianist og lærer, med italienske rødder.
Svara studerede som ung klaver og direktion privat i Østrig og Tyskland hos forskellige lærere, indtil han kom på Musikkonservatoriet i Frankfurt, hvor han blev undervist i både direktion og komposition. Han har skrevet 4 symfonier, orkesterværker, kammermusik, balletmusik, operaer og vokalmusik etc. Svara var senere lærer
i direktion på Musikkonservatoriet i Ljubljana.

## Udvalgte værker
- Symfoni nr. (1933) - for orkester
- Symfoni nr. 2 (1935) - for orkester
- Symfoni nr. 3 (1950) - for orkester
- Symfoni nr. 4 "Kammersymfoni på istrisk måde" (1957) - for strygerorkester